# Mani pulite/Le ragazze dell'estate
Mani pulite/Le ragazze dell'estate è il quarto 45 giri del cantante italiano Fabio, uno degli artisti di punta dell'etichetta milanese Bentler.

## Il disco
Il testo di Mani pulite è di Luciano Beretta e Nino Cataldi, mentre la musica è del maestro Roberto Negri, che cura anche gli arrangiamenti e la direzione d'orchestra di entrambi i brani (e che seguiva molti artisti della Bentler dal punto di vista musicale).
Gli autori di Le ragazze dell'estate sono invece Grinero (testo), e Giuseppe Verdecchia e G.C. Zironi (musica).
Le edizioni musicali sono curate dal Gruppo Editoriale Guerrini.